# 失忆症 (游戏)
《AMNESIA 失憶症》是由IDEA FACTORY其下乙女遊戲品牌「OTOMATE」於2011年8月18日發售的PSP戀愛冒險遊戲，由DESIGN FACTORY開發。2012年3月15日販售Fan Disk《AMNESIA LATER》，2013年4月18日販售續篇《AMNESIA CROWD》，2014年5月22日販售續篇《AMNESIA WORLD》。同年一月開始播放電視動畫。2019年9月12日移植至任天堂Switch平台。包含「AMNESIA LATER」和「AMNESIA CROWD」的Fan Disk 《AMNESIA LATER×CROWD for Nintendo Switch》在同年10月3日登陸任天堂Switch。2021年8月19日，Idea Factory發表了最新任天堂Switch FD作《AMNESIA World for Nintendo Switch》，設有「School World」、「Music World」和「Criminal World」共三個不同背景設定的戀愛冒險物語。
《AMNESIA 失憶症》繁體中文版由Game Source Entertainment發行，於2022年4月8日正式發售。

## 內容簡介
這是發生於某個虛構的世界、國家與城市的故事。那是八月一日發生的事。女主角早上醒來，突然發現自己失去了八月一日以前的所有記憶……無論是至今為止的人生、還是自身與周遭的人際關係，全都變得一片空白。此時，一名自稱是「精靈」的少年出現在女主角眼前，他的名字是ORION。在ORION的引導下，少女決定努力找回自己遺失的記憶。正當她打算先從日常生活著手時，疑似是自己的手機，突然接到了一通來電。螢幕上顯示的，果然是她「不認識」的名字。她將與一個不知姓名與長相，卻可能是自己「男友」的「他」相會。在不知道該信任誰的狀況下，女主角謹言慎行，以防被對方察覺到自己喪失了記憶，而故事也因此變得更加錯綜複雜。女主角失去了與「他」的回憶，從這天開始，她將與「他」編織出新的戀之物語——
本作舞台設立在類似於近代的架空國度。主要講述某日的早晨，女主角醒來發現自己過去的記憶全部喪失，此時出現了自稱「Orion」的精靈少年，他向女主角提出協助她恢復記憶的合作要求，當女主角接受了Orion的建議後，發現了唯一的線索就是身邊的手機，這似乎是來自女主角愛人的物品，但女主角也忘了關於男朋友的一切記憶。聽從Orion的建議，女主角決定從日常生活開始探索，就在該相信誰與對於未來的不安清況下，揭開了這個戀愛遊戲的序幕。

## 世界觀
此遊戲的劇情會隨著選擇世界（紅心、梅花、黑桃、方塊）而有所改變。每選擇一個世界，人物在與女主角的關係也會有所改變。當前述四個世界的章篇好結局都過關後，將會開啟鬼牌（Joker）的世界解開最深處的真相，亦即鬼牌世界的人際關係與好結局，才是遊戲世界的真正關係與真結局。
|      | 紅心的世界         | 黑桃的世界 | 梅花的世界     | 方塊的世界     | Joker的世界 |
| ---- | ------------------ | ---------- | -------------- | -------------- | ----------- |
| Shin | 青梅竹馬兼戀人     | 工作的前輩 | Toma的弟弟     | 青梅竹馬       | 青梅竹馬    |
| Ikki | 旅行時見到的大學生 | 前輩兼戀人 | Kent的朋友     | 工作夥伴       | 自己的前輩  |
| Kent | 旅行時見到的研究生 | Ikki的朋友 | 數學老師兼戀人 | Ikki的朋友     | 自己的前輩  |
| Toma | 青梅竹馬           | 義兄       | Shin的哥哥     | 青梅竹馬兼戀人 | 青梅竹馬    |

## 登場人物

### 主要人物
主人翁（Heroine）
聲 - 名塚佳織 （僅動畫版）
本作女主角，某天突然失去所有記憶的女孩，為茗荷大學心理系一年級生。168cm
在調查自己的房間和周遭的人之時，知道自己是學生以及之前的打工地點等基本情報，更進而得知各式各樣與「自己」有關的事情。
19歲（在遊戲黑桃(Ikki)的世界中，主人翁的父親說過）。動畫中，Shin（18）表示主人翁比自己大一屆。而Toma（20）表示主人翁比自己小。
社團輕音部的主唱，曾經第一次演唱會因緊張而唱不好，會後被Shin訓斥了一頓，第二次演唱會脫胎換骨，使Shin感到驚訝並在會後表揚她。
動畫版最終話（第12話）經歷過五個花色世界的探索後，經由Orion的說明獲知Ukyo衍伸雙重人格的經過及失憶的原因，最終在五個花色世界裡選擇其中一道門回歸現實世界。
Shin（冷漠又專一的《紅心》）
聲 - 柿原徹也
18歲。高中三年級準考生。11月30日出生、射手座。A型。179cm。
家庭成員只有雙親的咖啡色短髮少年。
過去曾是田徑部一員，擅長中距離接力。喜歡甜味雞蛋燒和蜜瓜蘇打。討厭芹菜。興趣是卡牌遊戲，喜歡的動物是狗。
在紅心世界裡初登場時，唐突地給在病床上清醒的主角一個吻，似乎是青梅竹馬兼戀人的樣子。因為父親是殺人犯，所以被周遭排擠，有著與年齡不合的冷漠。平常不常表現出情感，一旦將對方視為自己人，就會讓人看見情感濃厚之處。也因為家境不太好，必須要領獎學金才能上大學。
曾經嫌棄過女主樂團裡的貝斯手，私底下努力學貝斯。之後努力成為了檢察官。在鬼牌世界揭露和女主角及Toma的真實關係為青梅竹馬。
Toma（慈愛與瘋狂的《方塊》）
聲 - 日野聰
20歲。大學二年級。4月12日出生、牡羊座。B型。181cm。
家庭成員只有父母的金色短髮青年，和Shin與女主角的關係密切。
興趣廣泛，喜歡籃球、騎腳踏車、上網、電動遊戲、讀書、料理。參加過足球部、廣播部、新聞部和弓道部。喜歡吃辣。討厭生鮮水果。喜歡的動物是人類。
主角在方塊世界醒來，發現自己倒在陌生的路邊時，剛好待在現場的人正是Toma。對著完全不了解狀況，不知道為何倒在這種地方的主角，Toma輕聲細語地說「我會保護妳。」
Toma在此之前一直像是哥哥般的存在，近距離地看著主角。憐惜、保護主角的感情非常地強烈，精神卻也因此變得不穩定，後期更展現出瘋狂令人生畏的一面。
在鬼牌世界揭露和女主角及Shin的真實關係為青梅竹馬。《AMNESIA CROWD》Toma篇立志成為律師。
Kent（冷酷而講理的《梅花》）
聲 - 石田彰
25歲。西池大學數學系的研究生。9月23日生、天秤座。B型。190cm。
家庭成員只有父母，淡黃褐色短髮，配戴黑框眼鏡的青年。
興趣是製作數學謎題和觀察。不曾參加任何社團。喜歡的食物是義大利雜菜湯。討厭螃蟹和栗子。喜歡所有的動物，但是以觀察的意義而言。
梅花世界的劇情開端，在自家公寓清醒的主角的手機中，收到大量只有一句「早安」「晚安」的簡訊，而且寄送簡訊、名為的Kent的男子，似乎是她冷漠的男朋友。
個性冷靜理智，總是以俯視的目光看待一切，同時對無法以理論解釋的現象感興趣，將周遭的人以及他們的感情當作觀察對象。對他而言，甚至連戀愛這種情感都應該是能用理論解釋清楚的東西。和Ikki是交情很好的友人。過去因為某些原因和女主角產生誤會隔閡。
在家養了很多盆植物，不過都是作為實驗用途。在鬼牌世界揭露和女主角的真實關係為前輩。
Ikki（迷惑女性的魅惑之《黑桃》）
聲 - 谷山紀章
22歲。西池大學經濟學系會計專門四年級。6月1日出生、雙子座。AB型。182cm。
家庭成員是父母和小自己三歲的妹妹。
興趣是飛鏢、檯球、桌球和Kent的數學謎題。以前曾參加網球部，現在是檯球部一員。喜歡的食物是所有的家庭料理，尤其是油炸豆腐。討厭油膩的肉。喜歡的動物似乎是倉鼠。
在自家公寓清醒的主角突然收到一封簡訊，雖不記得簡訊上的屬名，但他似乎非常了解主角的事。在那之後來迎接主角的他，不知為何被眾多女性包圍著，如同偶像般受歡迎的青年，看來似乎是主角的戀人。有著會讓「任何」對上「眼睛」的異性，「覺得正在戀愛」的特殊體質，對於那雙「眼睛」無效的主角很有興趣。
從Sawa與Kent口中得知，Ikki與女性交往都只是當作玩遊戲，固定三個月一到都會甩掉當時交往的女性。但是從Ikki口中得知都是每三個月就被交往的女性提出分手，而這些其實都是被Rika及粉絲俱樂部所偷偷策劃，目的是大家可以輪流與Ikki交往，於是會用強迫性來脅迫當時與Ikki交往的該位女生與其分手。得知真相的Ikki於是放棄誠實與人交往，成為只享受剎那間的快樂的玩樂大學生。
很喜愛喝咖啡，被Kent說患有咖啡中毒症。擅長所有運用手部的遊戲，像是臺球或飛鏢。
Mine對女主角說過，Ikki其實意外的專情。在鬼牌世界揭露和女主角的真實關係為前輩。
《AMNESIA CROWD》Ikki篇因為將踏進社會職場，辭去冥土之羊的打工工作進某間公司任職
Ukyo（充滿神秘的《Joker》）
聲 - 宮田幸季
24歲。3月3日生、雙魚座。O型。185cm。
家庭成員不明，只知道有祖母。
留著綠色長髮，擁有雙重人格的青年。主角打工餐廳「冥土之羊」的常客。《AMNESIA》世界觀重要的解謎關鍵角色。本傳裡完成其他四個花色世界的好結局後，開啟其所屬的劇情篇「鬼牌世界」。
表人格的興趣是蒐集奇怪花紋的內褲、練習綁辮子、與人交談，對食物沒有特別的喜好。
裏人格的興趣是打掃、洗衣服、與人交談。喜歡的食物是果凍布丁類，討厭生雞蛋、牛蒡和海苔。
參加過26種不同的社團，例如：鐵人三項部、草裙舞部、足球部、曲棍球部、橄欖球部、卡巴迪部、舞蹈部、美術部、騎馬部、辯論部、女子啦啦隊部和其餘十五種 。基本上所有的動物都喜歡，但都會被討厭。
在任何地方都會突然出現的謎樣青年，向主角發出難以理解的警告後離去。遊戲後期得知其真實身分是女主角身為攝影師的真正戀人，為了見到女主角，穿越許多世界，因此遭遇很多痛苦的事，產生希望守護主角的表人格（原本的人格）與想加害主角的裏人格。遊戲鬼牌世界線好結局兼真結局尾聲，幫助女主角喚醒真正的記憶並獲得原諒，如願實踐守護女主角的心願。最終兩者返回現實，與變成人類的Orion與Neel再會。
根據《AMNESIA LATER》Ukyo篇所述，Ukyo本來在事發前是擅長家務且喜歡品嘗美食的性格，但因為受本篇經歷的事件影響產生「不會死就好」的想法，才會令原先愛品嘗美食與擅長家務的特質等過去特質（攝影技能除外）轉移至裏人格的身上，表人格亦因此變成味覺遲鈍且對家務苦手的情況。當進入夜晚，或是表人格陷入昏迷或沉睡的時候，裏人格就會現身主宰Ukyo的身體與控制言行。為了因應雙重人格會帶來的記憶空白，兼具維持住生活與確保記憶，Ukyo固定準備一本日誌讓表人格與裏人格記錄生活事件，以便於讓兩個人格互相溝通。
最終Ukyo在《AMNESIA CROWD》個人線尾聲剪成短髮，正式向女主角求婚，在表裏人格並存的狀態和女主角完成婚禮。

### 其他人物
Orion
聲 - 五十嵐裕美
從完全不同的世界過來的精靈。以人類的標準來看的話，外觀是個10歲左右的銀髮少年。
被吩咐某個任務而來到人類世界的途中，與主角的意識體有所衝突。那瞬間Orion因為出了差錯，而被困在主角的心中。為了彼此的目的（取回記憶），而決定幫助主角。
遊戲鬼牌世界與動畫後期，女主角原諒Uyo並取回真正的記憶後，Orion和原主人Neil因為前兩者的事情主動請罪，必須變成人類抵達和體驗人類的世界，最終和回歸現實的女主角與Ukyo相會（女主角喪失Orion和Neil的記憶，Ukyo則是還保留兩者的記憶）。
Neel
遊戲版鬼牌世界登場角色，Orion的主人。以人類的標準來看的話，外觀是個20幾歲左右的銀髮青年。
擁有令指定對象穿梭不同時間與空間，以及幫助指定對象實踐願望的能力，作為代價會需要消耗自己的力量。幫助Uyo穿梭各世界的關鍵角色。
遊戲鬼牌世界與動畫後期，女主角原諒Uyo並取回真正的記憶後，Neil和Orion因為兩者的事情（過度干涉人類世界），主動請罪，最終Neel和Orion變成人類，和回歸現實的女主角與Uyo相會。
Sawa
聲 - 森谷里美
有著大喇喇性格的開朗女大學生。
和主角似乎是很要好的朋友，會親暱地與之談話。雖然很吵鬧又很聒噪，但是很值得信賴。
Mine
聲 - 阿久津加菜
主角打工處「冥土之羊」的後輩。
對於自己的可愛很有自覺，有著只要看到帥哥就會搔首弄姿、不好對付的個性。
但是絲毫不隱瞞這種個性這點也是某種意義上的正直，讓人無法討厭。喜歡Ikki，告白被拒。
Waka
聲 - 高橋英則
主角打工處「冥土之羊」的店長。
具有確實信念、腳踏實地的經營者，但似乎因為太過醉心於此堅定理念，所以會有世人看起來有些超乎常理的言行舉止。
在女主角選擇不同世界，Waka所展現出的個性都不同。例如在Shin世界，Waka個性呈現柔性。而在Ikki世界則是較火爆性急。
Rika
聲 - 吉田聖子
穿著打扮如同兩世紀前的貴婦人般的神秘女子。
似乎醉心於Ikki，是Ikki粉絲後援會的頭頭。在Ukyo世界為女主角的好友。
《AMNESIA CROWD》篇透露有名叫作Ruka的哥哥。
Ruka
聲 - 細谷佳正
僅在《AMNESIA CROWD》登場，Rika的哥哥。
極度重視妹妹，以為Rika和Ikki是戀人，將女主角誤認成破壞Rika和Ikki戀情的第三者，故不惜接近並試圖策劃綁架女主角的計畫。

## 關聯商品

### CD
Drama CD
- 「AMNESIA」Drama CD 〜冥土之國之AMNESIA〜（2011年9月28日）
- 「AMNESIA」Drama CD 〜AMNESIA OF THE DEAD〜（2012年4月18日）

角色 CD
- AMNESIA 角色CD Shin&Toma（2012年7月4日）
- AMNESIA 角色CD Ikki&Kent（2012年8月1日）
- AMNESIA 角色CD Ukyo&Orion（2012年9月5日）

音樂CD
- AMNESIA ORIGINAL SOUNDTRACK（2011年8月24日）
- AMNESIA SONG COLLECTION 「Remember」（2012年5月23日）

### 書籍
- AMNESIA遊戲公式資料設定集（2011年9月30日）
- AMNESIA畫集（2012年1月15日）
- Otomeito雜誌 - B's-LOG COLLECTION 上巻・下巻（2012年3月31日）
- AMNESIA 名言集 - 附CD（2012年4月20日）
- AMNESIA LATER 名言集 - 附CD（2012年6月）
- AMNESIA LATER遊戲公式資料設定集（2012年7月2日）

## 主題歌
AMNESIA
主題曲OP「AWAKE UPPER REGION Ver」
作詞・作曲・歌 - 砂月 / 編曲 - 萬葉
片尾曲ED「SYMPATHY」
作詞・作曲・編曲・歌 - 砂月
AMNESIA LATER
主題曲OP
作詞 - rino / 作曲・編曲 - 安瀨聖 / 歌 - 織田香織
片尾曲ED
作詞 - rino / 作曲 - 增谷賢 / 編曲 - 戶田章世 / 歌 - 織田香織

## 電視動畫
2013年1月開始，在TOKYO MX等播放電視動畫。

### STAFF
- 原作 - オトメイト（Idea Factory/DESIGN FACTORY）
- 總合監修 - Idea Factory/DESIGN FACTORY、島れいこ、山口みきはる、中村奈緒
- 監督 - 大橋誉志光
- 系列構成・脚本 - 待田堂子
- 人物原案 - 花邑まい
- 人物設定・總作畫監督 - 吉川真帆
- 美術 - 河野次郎
- 色彩設計 - 梅崎ひろこ
- 撮影 - 館信一郎
- 編集 - 池田康隆
- 音樂 - 出羽良彰
- 音響監督 - 飯田里樹
- 首席製片人 - 小倉充俊
- 製片人  - 春原恵太郎、林洋平、山崎史紀、新宿五郎、山崎明日香、岩崎卓
- 動畫製作- 小沢十光
- 動畫 - Brain's Base
- 製作 - 「AMNESIA」製作委員会（Geneon Universal Entertainment Japan、Movic、Showgate、DAX Production、AT-X、Frontier Works）

### 主題歌
片頭曲「Zoetrope」
作詞、歌 - やなぎなぎ / 作曲、編曲 - 齋藤真也
片尾曲「Recall」
作詞 - 川田真美 / 作曲、編曲 - 井内舞子 / 歌 - Ray
片尾曲(第12話)
作詞 - やなぎなぎ / 作曲、編曲 - 齋藤真也 / 歌 - やなぎなぎ

### 各集列表
| 話數 | 腳本     | 分鏡              | 演出           | 作畫監督                                         |
| ---- | -------- | ----------------- | -------------- | ------------------------------------------------ |
| I    | 待田堂子 | 大橋誉志光        | 小坂春女       | 吉川真帆                                         |
| II   | 待田堂子 | 大橋誉志光        | 小坂春女       | 本橋秀之                                         |
| III  | 待田堂子 | 今掛勇 大橋譽志光 | 江副仁美       | 田村一彥                                         |
| IV   | 待田堂子 | 今掛勇            | 今掛勇         | 松本健太郎                                       |
| V    | 待田堂子 | 松尾衡            | 島崎奈奈子     | 小林利充                                         |
| VI   | 待田堂子 | 松尾衡            | 吉田紗子       | 田村一彥 廣實愛                                  |
| VII  | 待田堂子 | 後藤圭二          | 菅原靜貴       | 保戶木知惠 重本和佳子 松本健太郎                 |
| VIII | 待田堂子 | 今掛勇            | 城所聖明       | 鄉津春奈 沓澤洋子 山田裕子                       |
| IX   | 待田堂子 | 今掛勇            | 江副仁美       | 田村一彥 廣實愛 熊田明子                         |
| X    | 待田堂子 | 今掛勇 大橋譽志光 | ふじいたかふみ | 松本健太郎、保戶木知惠 廣實愛、田村一彥 吉川真帆 |
| XI   | 待田堂子 | 大橋譽志光        | 吉田紗子       | 田村一彥、松岡秀明 廣實愛、鄉津春奈              |
| XII  | 待田堂子 | 大橋譽志光        | 大橋譽志光     | 吉川真帆、松本健太郎 田村一彥、廣實愛            |

### 播放電視台
日本深夜動畫：下文記載的日本国内播放時間使用日本標準時間（UTC+9）表示。因為部分時間标识會採用30小时制，因此請留意这类超过24:00的时间，其實際播放時間為翌日清晨。
| 播放地區 | 播放電視台     | 播放日期               | 播放時間（UTC+9）          | 所屬聯播網 | 備註               |
| -------- | -------------- | ---------------------- | -------------------------- | ---------- | ------------------ |
| 日本全國 | AT-X           | 2013年1月7日 - 3月25日 | 星期一 23時30分 - 24時00分 | 衛星電視   | 有重播             |
| 東京都   | TOKYO MX       | 2013年1月8日 - 3月26日 | 星期二 24時30分 - 25時00分 | 獨立UHF局  |                    |
| 兵庫縣   | SUN電視台      | 2013年1月8日 - 3月26日 | 星期二 24時35分 - 25時05分 | 獨立UHF局  |                    |
| 京都府   | KBS京都        | 2013年1月8日 - 3月26日 | 星期二 25時00分 - 25時30分 | 獨立UHF局  |                    |
| 神奈川縣 | 神奈川電視台   | 2013年1月8日 - 3月26日 | 星期二 25時30分 - 26時00分 | 獨立UHF局  |                    |
| 愛知縣   | 愛知電視台     | 2013年1月8日 - 3月26日 | 星期二 25時35分 - 26時05分 | 東京電視網 |                    |
| 日本全國 | BS11           | 2013年1月9日 -         | 星期三 24:00 - 24:30       | 衛星電視   | ANIME+節目         |
| 日本全國 | GyaO!          | 2013年1月9日 -         | 星期三 25:00 更新          | 網絡電視   | 最新一話一周內免費 |
| 日本全國 | NICONICO直播   | 2013年1月9日 -         | 星期三 25時00分 - 25時30分 | 網絡電視   | 免費配信           |
| 日本全國 | NICONICO頻道   | 2013年1月9日 -         | 星期三 25時30分 更新       | 網絡電視   | 最新一話一周內免費 |
| 日本全國 | BANDAI CHANNEL | 2013年1月10日 -        | 星期四 12時00分 更新       | 網絡電視   | 最新一話一周內免費 |
| 日本全國 | ShowTime       | 2013年1月10日 -        | 星期四 12時00分 更新       | 網絡電視   | 最新一話一周內免費 |
| 日本全國 | VideoMarkrt    | 2013年1月16日 -        | 星期三 25時00分 更新       | 網絡電視   | 最新一話一周內免費 |
| 日本全國 | animateTV      | 2013年1月22日 -        | 星期二 12時00分 更新       | 網絡電視   | 最新一話一周內免費 |

## 外部連結
- AMNESIA（页面存档备份，存于）
- AMNESIA LATER（页面存档备份，存于）
- AMNESIA CROWD（页面存档备份，存于）
- AMNESIA WORLD（页面存档备份，存于）
- AMNESIA ドラマCD　〜冥土の国のアムネシア〜
- AMNESIA ドラマCD 〜AMNESIA OF THE DEAD〜（页面存档备份，存于）
- AMNESIA キャラクターCD（页面存档备份，存于）
- アニメ『AMNESIA（アムネシア）』公式サイト（页面存档备份，存于）